# Hukvaldy

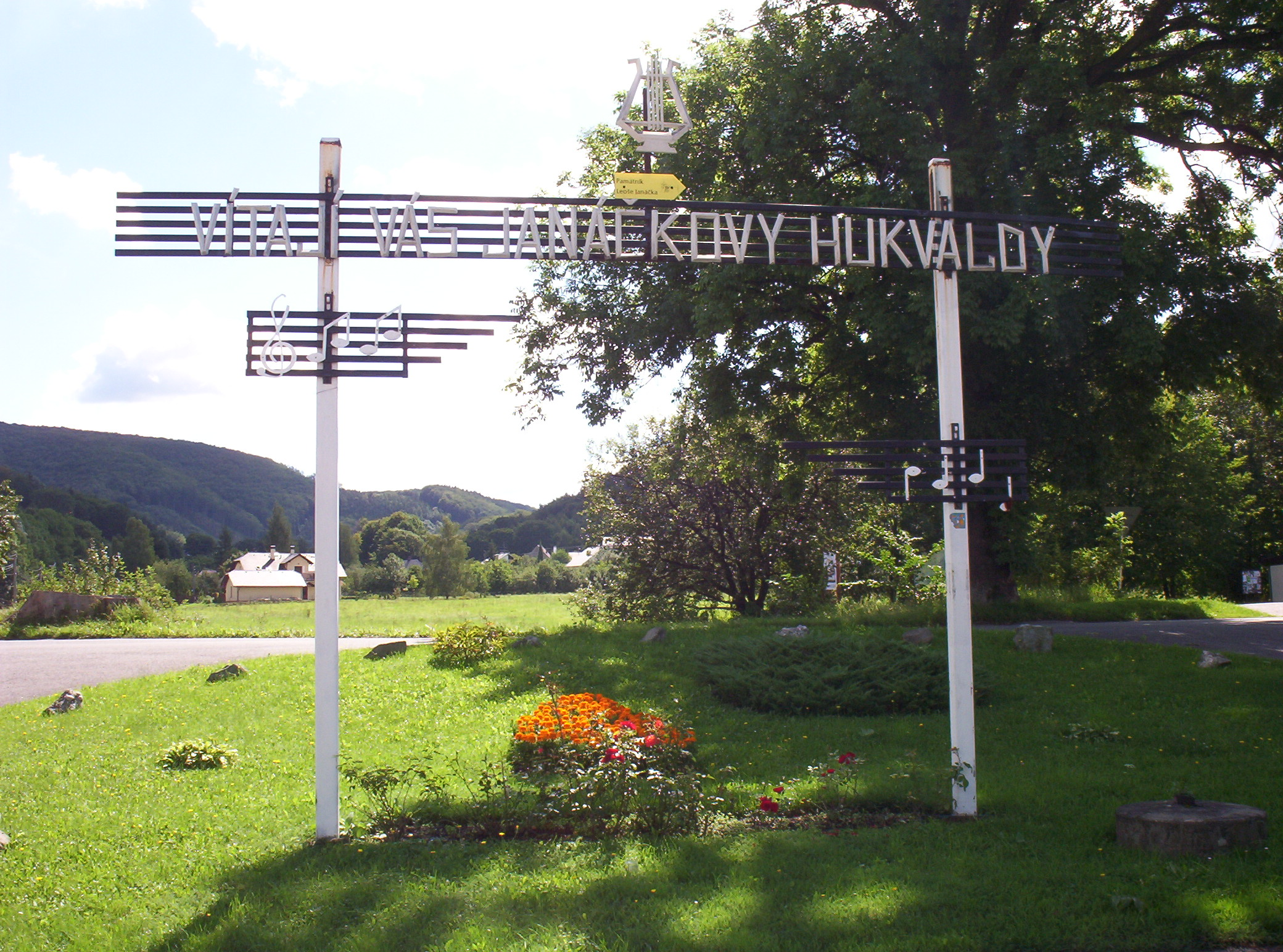
Skylt som önskar välkommen till Hukvaldy

Hukvaldy (tyska: Hochwald) är en liten ort med 1 887 invånare (1 januari 2008) strax söder om Ostrava i Mähren-Schlesien i östra Tjeckien. 
Hukvaldy är främst känt för den stora borgruinen som ligger högt på en kulle invid staden. Hukvaldy är födelseort för kompositören Leoš Janáček och paleontologen Ferdinand Stoliczka.